# Brian Anunga
Tah Brian Anunga (* 10. August 1996 in Yaoundé) ist ein kamerunischer Fußballspieler, der meist als Mittelfeldspieler eingesetzt wird.

## Karriere
Über eine im November 2014 von seinem Verein Rainbow Bamenda organisierte Scouting Combine, an der insgesamt 40 ausgewählte Spieler teilnahmen, zeigte er vor Jason Arnold, dem General Manager des US-amerikanischen Fußball-Franchises Wilmington Hammerheads sowie dem US-Spielervermittler und Ex-Profi Leo Cullen sein Können. In weiterer Folge verpflichtete Arnold im darauffolgenden Frühjahr Brian Anunga, sowie seinen Teamkollegen Christian Bassogog.
Nach einem Jahr bei den Hammerheads schloss er sich 2016 den Carolina Dynamo in der USL League Two, der höchsten Amateurliga in den USA, an. Im Jahr 2017 wechselte er zu Charleston Battery in die professionelle USL Championship. Im Jahr 2018 wurde Anunga in das Team des Jahres der USL Championship gewählt.
Am 15. Januar 2020 schloss sich Anunga dem neu gegründeten Team der MLS, dem Nashville SC, an. Am 18. Juli 2021 erzielte Anunga beim 5:1-Sieg seiner Mannschaft über Chicago Fire sein erstes Tor in der MLS.
Seit Januar 2025 steht er beim FC Cincinnati unter Vertrag.